# Tvidjoskär
Tvidjoskär är en ö i Åland (Finland). Den ligger i Skärgårdshavet och i kommunen Kumlinge i landskapet Åland, i den sydvästra delen av landet. Ön ligger omkring 51 kilometer öster om Mariehamn och omkring 230 kilometer väster om Helsingfors.
Öns area är 20,5 hektar och dess största längd är 0,8 kilometer i nord-sydlig riktning. Ön höjer sig omkring 15 meter över havsytan.